# الجولة الخضراء
الجولة الخضراء (بالإنجليزية: The Green Round)‏ رواية مرعبة للمؤلف الويلزي آرثر ماتشين. في الأصل تم نشرها من قبل شركة Ernest Benn Limited في عام 1933. تم نشر الطبعة الأمريكية الأولى بواسطة Arkham House في عام 1968 في طبعة من 2058 نسخة. كان الكتاب الوحيد من قبل Machen الذي نشره Arkham House .
أشار الناقد S.T. Joshi إلى الروابة على أنها «إعادة صياغة مخيفة وغير مركزة للموضوعات القديمة».
وفقًا للموقع الإلكتروني Friends of Arthur Machen ، «حكم البعض على العمل الروائي الكامل الأخير لماشين بالفشل. ومع ذلك، في هذا العمل، فإن استكشاف ماشن السابق للخيال يتحرك إلى الخارج لتبني اللامعقول، لكافكا وكامو وسارتر. لا يوصى به لمحبى القوطية والرعب، ولكن من الممكن أن يكون من الافتتان المحتمل لبقيتنا».

## روابط الخارجية
1. ↑  S.T. Joshi. "Arthur Machen: Philosophy and Fiction". Studies in Weird Fiction 1, No 2 (Summer 19870, p. 8